# Внучки (Черниговская область)
Вну́чки (укр. Уну́чки) — село Черниговского района Черниговской области Украины. Население 101 человек.
Код КОАТУУ: 7425581907. Почтовый индекс: 15511. Телефонный код: +380 462.

## Власть
Орган местного самоуправления — Должикский сельский совет. Почтовый адрес: 15511, Черниговская обл., Черниговский р-н, с. Должик, ул. Любечская, 2.